# Ernst Barten
Ernst Barten (Rheinberg, 1949) is een Duits beeldend kunstenaar.
Barten gebruikt metaalschroot en andere stukken metaal (met name ijzer of soms lood) die hoofdzakelijk afkomstig zijn uit de bouw en de industrie. Deze verwerkt hij tot zowel abstracte als figuratieve sculpturen. Hierbij laat hij zich vaak inspireren door de vormen die de stukken metaal al hebben.
Tegelijkertijd is Barten eigenaar van restaurant "Schwarzer Adler" in zijn woonplaats Rheinberg. Zijn atelier is achter in het gebouw gevestigd.
- Gemeinsame Normdatei: 1081925264
- Virtual International Authority File: 171145542663296642173